# 江雪山
江雪山（1919年—2002年10月15日），山东掖县人，中国人民解放军军事人物。

## 生平
1938年，江雪山加入中国工农红军，之后历任班长、排长、营长、团长等职位。1948年，其担任中国人民解放军东北野战军第4纵队第12师第34团副团长，率领其部在辽宁塔山阻截计划北上援助锦州的中华民国国军，史称塔山战役。该团以战役后仅存21人的代价阻截成功，獲授“塔山英雄团”称号（现中国人民解放军第41集团军第123师第367团）。
中华人民共和国成立后，1952年后历任担任第41军123师师长、副军长，先后参加了张家口战役、衡宝战役、广西战役等。1954年，被选为第一届全国人民代表大会代表出席会议。1955年，授上校军衔，荣获三级独立自由勋章、二级解放勋章。之后历任海南军区司令员；1974年，兼任榆林指挥部总指挥，参与指挥西沙战役，此役后中华人民共和国取得对西沙群岛及附近海域的实际控制权。2002年10月15日去世。